# Cebolla
Cebolla település Spanyolországban, Toledo tartományban. Cebolla Illán de Vacas, Domingo Pérez, Erustes, Mesegar de Tajo, Malpica de Tajo, La Pueblanueva, Montearagón és Lucillos községekkel határos. Lakosainak száma 3234 fő (2024).

## Népesség
A település népessége az utóbbi években az alábbiak szerint változott:
| Lakosok száma | 2874 | 3182 | 3504 | 3768 | 3862 | 3607 | 3344 | 3235 | 3201 | 3234 |
|               | 2001 | 2004 | 2007 | 2009 | 2012 | 2014 | 2017 | 2019 | 2022 | 2024 |